# Аспропирјос
Аспропирјос (грч. Ασπρόπυργος) је општина у Грчкој. По подацима из 2011. године број становника у општини је био 30.251.

## Становништво
| 2011.  |
| ------ |
| 30.251 |